# Orientazione
In geometria un'orientazione di uno spazio è una scelta con cui si identificano come "positive" alcune configurazioni di vettori e "negative" altre. Queste configurazioni positive e negative sono ottenute l'una dall'altra tramite riflessione, come in uno specchio.
La nozione di orientazione è presente in tutta la geometria moderna, ed ha numerose applicazioni in fisica  (ad esempio nell'elettromagnetismo e nella simmetria CP) ed in chimica (ad esempio, nel concetto di chiralità).

## Orientazione di uno spazio vettoriale
Il concetto base di orientazione è definito in uno spazio vettoriale reale, come ad esempio il piano cartesiano o un più generico spazio euclideo. La definizione si estende successivamente ad altri tipi di spazi, come ad esempio le superfici o le varietà.

### Basi positive e basi negative

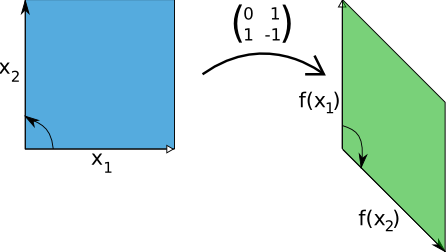
Una trasformazione lineare del piano descritta da una matrice. Poiché la matrice ha determinante negativo, la trasformazione trasforma una base in una base con orientazione opposta.

Una base per uno spazio vettoriale {\displaystyle V} è un insieme ordinato {\displaystyle (v_{1},\ldots ,v_{n})} di vettori indipendenti che generano tutto {\displaystyle V}.
Uno spazio vettoriale ha due tipi di basi: la scelta di un'orientazione di {\displaystyle V} consiste nel chiamare "positive" le basi di un tipo e "negative" le altre.
Più precisamente, si definisce sull'insieme delle basi per {\displaystyle V} una relazione di equivalenza nel modo seguente. Per ogni coppia di basi esiste una trasformazione lineare che manda la prima base nella seconda. Il determinante di questa trasformazione è un numero reale ed è diverso da zero perché una trasformazione di questo tipo è un isomorfismo. Due basi sono equivalenti se il determinante della trasformazione che le collega è positivo. Per le proprietà del determinante, questa è in effetti una relazione di equivalenza.
Questa relazione di equivalenza divide l'insieme delle basi in due classi. Non vi è però nessun argomento a priori che permetta di identificare gli elementi di una classe come "positivi" e gli altri come "negativi": l'orientazione dello spazio {\displaystyle V} consiste proprio nella scelta arbitraria di una classe positiva. Poiché ci sono due classi, le scelte possibili sono due: quindi {\displaystyle V} ha due possibili orientazioni.

### Esempi
Lo spazio euclideo è normalmente considerato uno spazio già orientato: usualmente una base {\displaystyle v_{1},\ldots ,v_{n}} è considerata positiva se e solo se il determinante
{\displaystyle \det(v_{1}|\ldots |v_{n})}
della matrice quadrata ottenuta mettendo in fila i vettori colonna {\displaystyle v_{1},\ldots ,v_{n}} è positivo. In questo modo la base canonica è sempre positiva: infatti la matrice che si ottiene è la matrice identità, che ha sempre determinante 1. Ad esempio, in dimensione due, la base canonica è
{\displaystyle e_{1}={\begin{pmatrix}1\\0\end{pmatrix}},\ e_{2}={\begin{pmatrix}0\\1\end{pmatrix}}}
e questa è positiva perché
{\displaystyle \det {\begin{pmatrix}1&0\\0&1\end{pmatrix}}=1>0}
D'altro canto, la base
{\displaystyle v_{1}={\begin{pmatrix}0\\1\end{pmatrix}},\ v_{2}={\begin{pmatrix}1\\1\end{pmatrix}}}
è negativa, poiché
{\displaystyle \det {\begin{pmatrix}0&1\\1&1\end{pmatrix}}=-1<0.}
Nello spazio tridimensionale, sono considerate positive le basi di vettori che formano una terna levogira, mentre sono negative quelle che formano una terna destrogira. La scelta di "positivo" e "negativo" è comunque in tutti questi casi convenzionale: nulla vieta di assegnare al piano cartesiano o allo spazio euclideo l'orientazione opposta. La regola della mano destra è un utile strumento per determinare se una data terna di vettori è positiva o negativa.

## Orientazione di una varietà

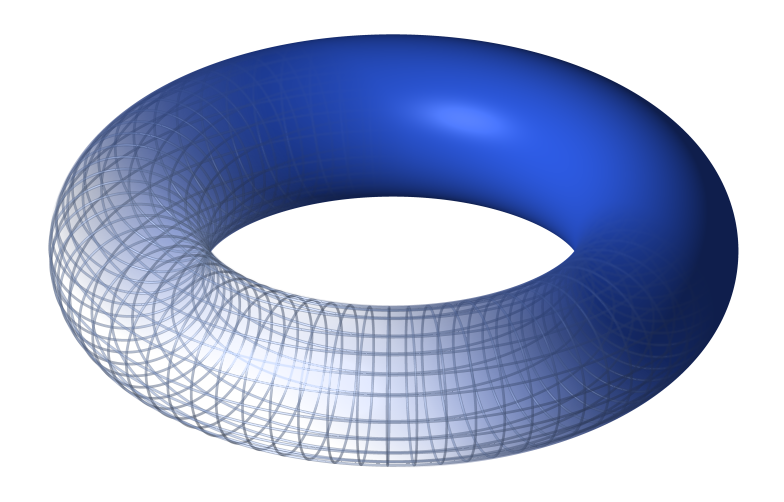
Il toro è una superficie orientabile.

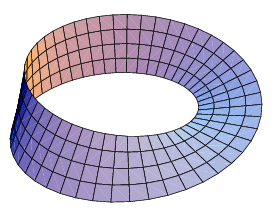
Il nastro di Möbius è una superficie non orientabile.

### Orientabilità
Una varietà (ad esempio, una curva o una superficie) è un oggetto che è localmente simile ad uno spazio euclideo. La nozione di orientazione esiste quindi localmente: questa non è però sempre estendibile dal locale al globale. Quando questo è possibile, la varietà è detta orientabile: in questo caso le "basi" centrate in tutti i punti della varietà sono effettivamente suddivise in due classi, e si può scegliere una orientazione, cioè assegnare il termine "positivo" ad una di queste, e "negativo" all'altra.
La possibilità di estendere globalmente questa proprietà locale è collegata al fatto seguente: esiste la possibilità che un oggetto che effettua un viaggio lungo un percorso all'interno della varietà si ritrovi con un'orientazione invertita al suo ritorno al punto di partenza? Se esiste questa possibilità, è impossibile assegnare una orientazione globale, e quindi la varietà è detta non orientabile. Viceversa, se questa possibilità non esiste è possibile assegnare un'orientazione alla varietà, e quindi distinguere globalmente fra "basi" positive e negative.

### Esempi
Per una curva, l'orientazione è semplicemente la scelta di una direzione di percorrenza della curva. Una scelta di questo tipo è sempre possibile, in altre parole una curva è sempre orientabile.
Superfici come la sfera ed il toro sono orientabili. L'esempio più noto di superficie non orientabile è il nastro di Möbius: disegnando una mano destra sul nastro, e facendo fare un giro completo al disegno, si ottiene come risultato una mano sinistra! Per questo motivo è materialmente impossibile distinguere mani destre da mani sinistre, ovvero suddividere le basi in positive e negative.
Questa proprietà del nastro di Möbius è collegata al fatto seguente: un osservatore che cammini lungo il nastro, dopo un giro completo si ritroverà a testa in giù, dalla parte opposta.